# Salzbergwerk Altaussee
Das Salzbergwerk Altaussee [ˈaltˌaʊseː] ist ein österreichisches Salzbergwerk im Sandling bei Altaussee im Salzkammergut. Die größte Salzgewinnungsstätte Österreichs wird von der Salinen Austria AG betrieben.

## Geschichte

### Mittelalter
Möglicherweise ist der Salzbergbau am Sandling-Massiv sehr alt, einen Nachweis in Bezug zum bronzezeitlichen Hallstätter Salzberg gibt es aber nicht. Bei der in den 1990er Jahren am Südhang des Sandlings entdeckten römerzeitlichen Siedlung am Michlhallberg aus dem 2. bis 4. Jahrhundert n. Chr. konnte eine Verbindung mit Salzabbau nicht nachgewiesen werden, ist aber wegen Funden von schwerem Werkzeug zur Steinbearbeitung durchaus möglich. Der Michlhaller Salzbergbau könnte schon um 600 (wieder-)inbetriebgenommen worden sein, er ist vielleicht 777 wieder urkundlich.
Die Saline wurde 1147 in einer Schenkungsurkunde Markgraf Ottokars III. aus dem Geschlecht der Traungauer erstmals explizit urkundlich erwähnt, womit jedenfalls ein hochmittelalterlicher Betrieb Mitte des 12. Jahrhunderts gesichert ist. Damals befanden sich „zwei Salzpfannen am Ahorn“.
Ursprünglich wurden nur die offen zutagetretenden Solequellen genutzt, denen man sukzessive nachgrub. Der erste, wenig ergiebige Platz befand sich vermutlich östlich vom Dietrichkogel direkt über Altaussee und übersiedelte erst später zum eigentlichen Ahornberg nordwestlich. Der Untertage-Abbau beginnt vermutlich mit Anschlag des Moosberg-Stollens 1209. Der Bergbau am heutigen Platz, der Steinbergstollen, wurde 1319 beim heutigen Steinberg oberhalb von Moos, am Fuß des Presslwieskogels, eröffnet. Hier befindet sich das höchst ergiebige Vorkommen, das bis heute ausgebeutet wird. Es wurde aber auch unter Tage nur Sole gewonnen. Anfangs wurde das Salz direkt am Fuße des Berges in Salzpfannen hergestellt. 1211 übersiedelten die Sudhäuser wegen Holzmangel vom Augstbach nördlich des Ortes nach Unterlupitsch südwestlich. Ab dem späten 13. Jahrhundert (um 1285) wurden Soleleitungen in die neue Saline Bad Aussee in Unterkainisch geleitet. Die Ausbeute betrug über lange Zeit um die 10.000 Tonnen jährlich.
Anfangs wurde der Abbau vom Zisterzienserstift Rein betrieben, 1211 lösten ihnen die Babenberger den Abbau ab. Im 13. Jahrhundert kam das Bergwerk unter Salzburger Kontrolle, die Burg Pflindsberg erbaute Bischof Philipp von Spanheim in den 1250ern. 1282 kam der Besitz an die Habsburger, der Konflikt um das Monopol eskalierte 1291–92 um Ischl (Salzkrieg). Ab 1334 wurde das Werk unter der Führung der privaten Hallinger-Gewerkschaft betrieben, die Blütezeit des mittelalterlichen Ausseer Salzwesens. 1449 verstaatlichte Kaiser Friedrich III. aber den Salzabbau wieder, und ab der frühen Neuzeit gehörten sie zum kaiserlichen Salinenärar (Salzkammer), weshalb man den Ausdruck Steirisches Salzkammergut prägte. Auch nach Ende der Habsburgermonarchie blieb der Betrieb staatlich.

### Moderne
Im Jahre 1906 wurde eine Soleleitung von Altaussee über die Blaa-Alm und Bad Ischl zu den Solvay-Werken, einen Chemiebetrieb in Ebensee, verlegt.
In den stillgelegten Werkern des Salzbergwerkes wurde gegen Ende des 2. Weltkriegs ein großes Depot für Kulturgüter eingerichtet, zum Teil für Kunstschätze aus österreichischen Kirchen, Klöstern und Museen, dann aber auch NS-Raubkunst, insbesondere Hitlers „Privat“-Sammlung für das geplante Führermuseum in Linz.
Gegen Kriegsende umfasste das Depot viele tausend Gemälde, Statuen, Möbel, Waffen, Münzen und Bibliotheken; seinerzeit auf ungefähr 3,5 Milliarden US-Dollar geschätzt. Bei Kriegsende konnten die Salinenleitung und einheimische Bergmänner die Vernichtung der Kunstschätze und die Zerstörung des Bergwerkes vereiteln, kurz vor der Besetzung Altaussees durch US-Truppen am 8. Mai 1945. Die endgültige Räumung dauerte bis 1948.
1949 wurde der Erbstollen angeschlagen. Seit 1965 wird die Sole im Bohrlochsondenverfahren gewonnen.
Seit die Bad Ausseer Saline 1983 stillgelegt wurde, fließt die gewonnene Sole zur Saline Ebensee, wo heute das gesamte Salz der Abbaugebiete Altaussee, Hallstatt und Bad Ischl gesotten wird. 1997 wurden die heutigen Salinen Austria privatisiert.

### Das Schaubergwerk

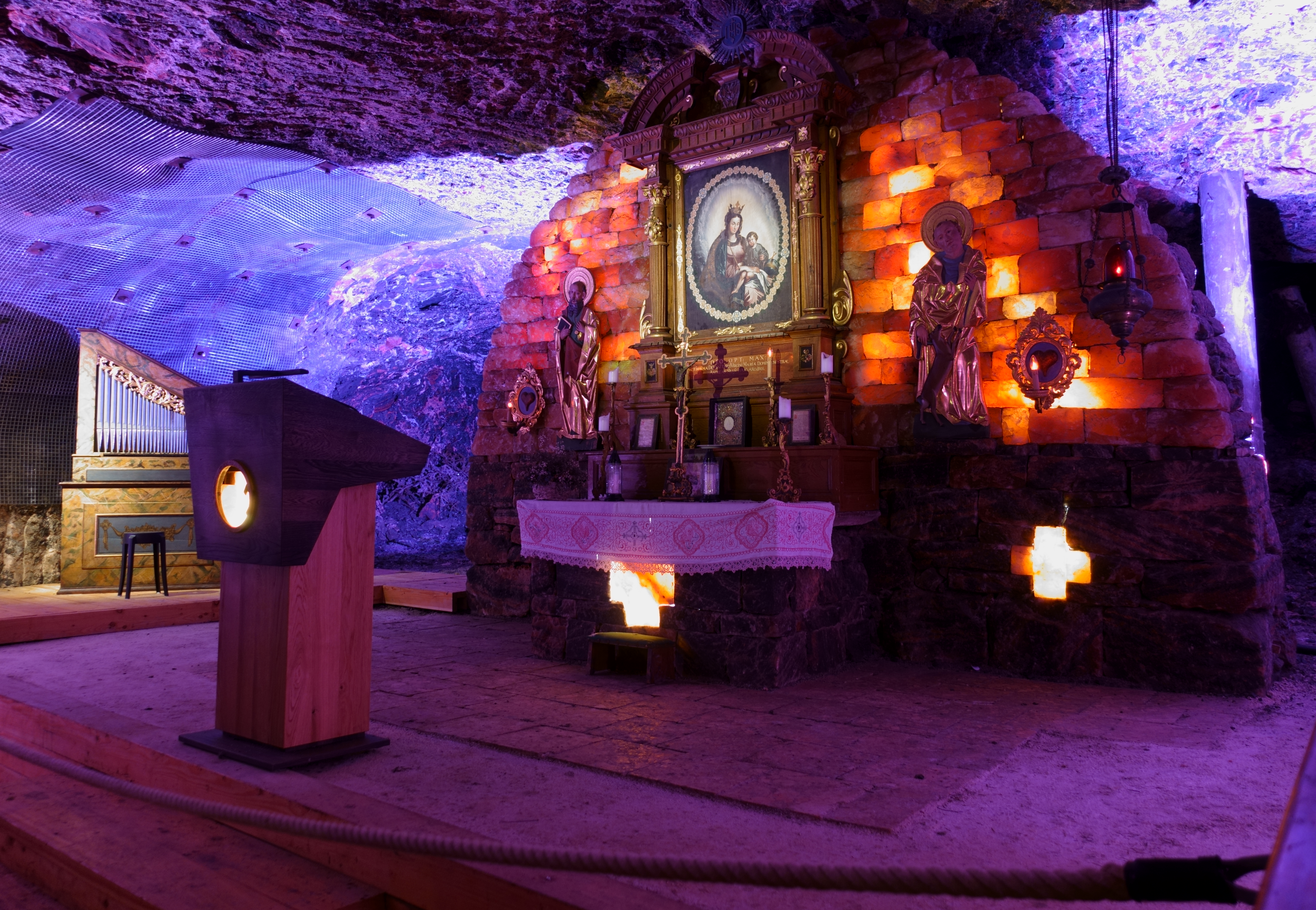
Die Barbarakapelle im Schaubereich des Bergwerks

Auf dem heutigen, im Rahmen von Besichtigungen öffentlich zugänglichen Solhorizont wurde 1319 mit der Solegewinnung begonnen. Bereits vor dem Ersten Weltkrieg konnte das Eustach-Harrischwehr besichtigt werden. 1929 folgte die Errichtung eines Schaubergwerks mit zwei Museumsräumen und 1935 die Erweiterung der Besucherstrecke um die aus rohem, durchscheinenden Steinsalz gebildete „Barbarakapelle“. In der Kapelle befindet sich eine gotische Barbara-Figur. Nach dem Krieg wurde das Schaubergwerk 1946 wiedereröffnet. Die heutige Besucherstrecke wurde 1952 inbetriebgenommen. 2005 wurde das Museum umstrukturiert; seitdem wird es als Salzwelten Altaussee vermarktet. Das Schaubergwerk ist jeweils im Sommerhalbjahr geöffnet.
Begleitend gibt es einen Rundwanderweg als montanistischem Themenweg, Via Salis genannt, der die Bergbauorte um Altaussee verbindet.

## Geologie

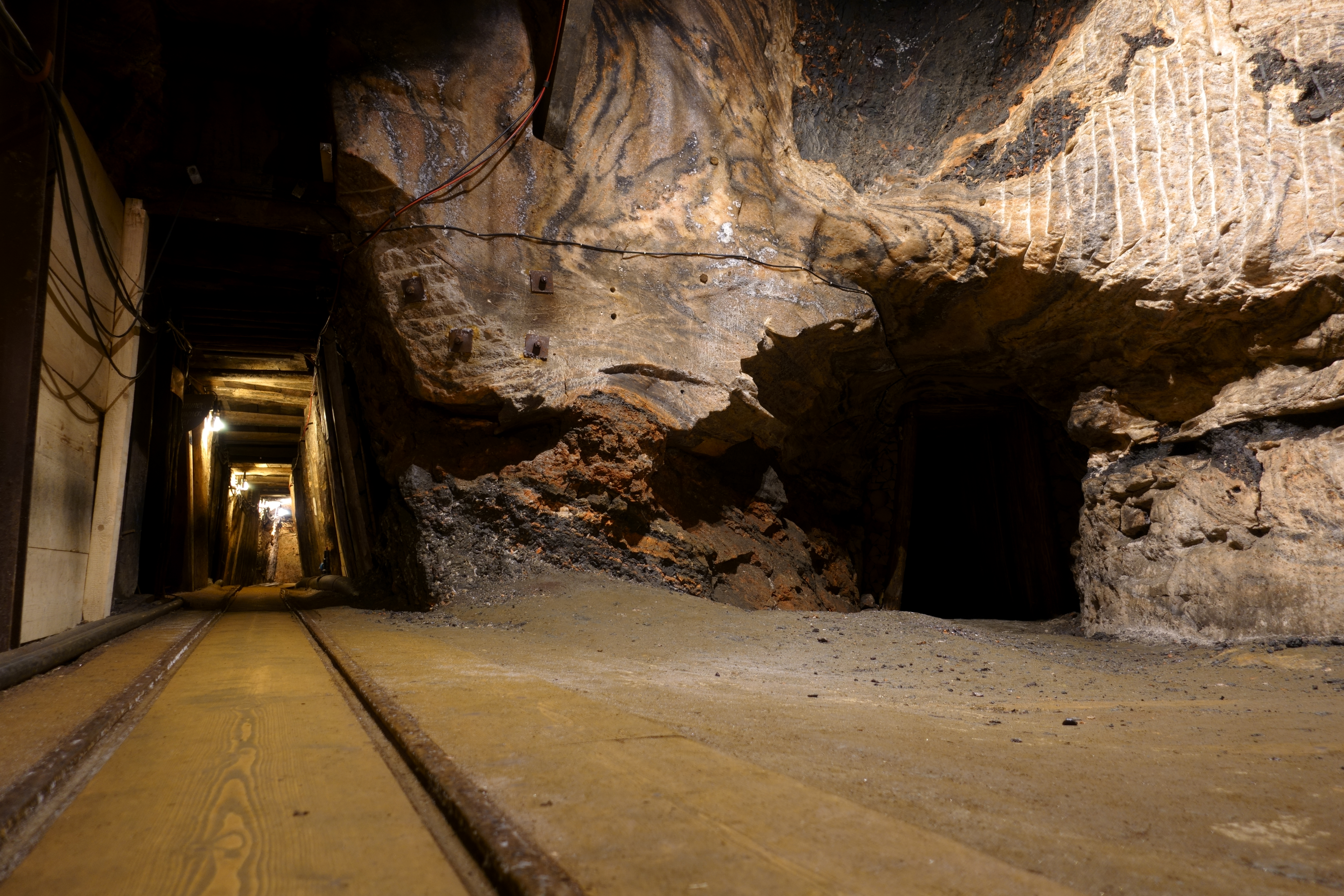
Plastisch verformtes Rotsalz im Steinbergstollen

Das Vorkommen gehört zum Haselgebirge an der Basis der Kalkalpen, zu dem auch die Hallstätter und Ischler Vorkommen gehören, wie auch der Gips am Grundlsee (Rigips).
Wissenschaftler entdeckten in permischen Steinsalzproben extremophile, halophile Mikroorganismen. Das Isolat wurde als neue Art identifiziert und mit Halobacterium noricense benannt.

## Salzabbau heute
Die Salzgewinnung erfolgt heute fast ausschließlich über Sinkwerke im nassen Abbau. Mit einer Jahresproduktion von 450.000 Tonnen Salz (Stand 2008) ist das Salzbergwerk Altaussee heute die größte Salzgewinnungsstätte Österreichs.

### Technische Daten
- Streckenkilometer gesamt: 66,99 km[2]
- Streckenkilometer begehbar: 24,25 km[2]
- Horizonte („Stockwerke“) gesamt: 18[2]
- Horizonte begehbar: 11[2]
- Horizonte in aktivem Abbau: 4[2]
- Salzgehalt (Haselgebirge): durchschnittlich 75 %[3]
- Salzgehalt (Sole): etwa 29 %[3]
- Beschäftigte im Bergbau: etwa 57[2]
- Soleproduktion/Jahr: 1,7 Mio. m3[2]